# Carea minor
Carea minor är en fjärilsart som beskrevs av Clayton Dissinger Mell 1943. Carea minor ingår i släktet Carea och familjen trågspinnare. Inga underarter finns listade i Catalogue of Life.